# Arben Spahiu
Arben Spahiu (* 1966 in Peshkopi) ist ein albanischer Violinist und stellvertretender Konzertmeister im Orchester der Bayerischen Staatsoper.

## Leben  und Wirken
Seinen ersten Geigenunterricht erhielt er mit sechs Jahren am Tiraner Musikgymnasium bei Roland Xhoxhi. Nach mehreren Preisen und Konzerten in der Heimat ermöglichte ihm das staatliche Stipendium als einzigem Albaner die Fortsetzung des Studiums in der Meisterklasse von Franz Samohyl an der Musikhochschule in Wien (heute Universität für Musik und darstellende Kunst), an der er sein Diplom mit ausgezeichnetem Erfolg abschloss. Er gewann mehrere Preise, unter anderem den ersten Preis beim Anton Bruckner Wettbewerb im Jahr 1986 und 1987 den Solistenpreis der Wiener Musikakademie.
Seit 1992 ist er Mitglieder der ersten Violinen im Bayerischen Staatsorchester, 1993 wurde er Stimmführer und 2002 stellvertretender Konzertmeister. Als Solist konzertierte er mit den Münchner Symphonikern und dem Wiener Kammerorchester.
Er ist Gründungsmitglied und erster Konzertmeister des 1998 gegründeten Ambassade Orchester Wien.